# Скотт Вілсон
Скотт Вілсон (англ. Scott Wilson), при народженні Вільям Делано Вілсон (англ. William Delano Wilson; 29 березня 1942, Атланта, Джорджія, США — 6 жовтня 2018, Лос-Анджелес, Каліфорнія) — американський актор кіно та телебачення. Відомий роллю Гершеля Ґріна у телесеріалі «Ходячі мерці» та роллю у «CSI: Місце злочину». Номінант на премію Золотий глобус (1980) за найкращу чоловічу роль другого плану у фільмі «Дев'ята конфігурація»

## Вибіркова фільмографія

### Фільми
- 1967 — Спекотної ночі / In the Heat of the Night
- 1969 — Шовкопряд / The Gypsy Moths
- 1972 — Нові центуріони / The New Centurions
- 1973 — Лоллі-Мадонна XXX / Lolly-Madonna XXX
- 1974 — Великий Гетсбі / The Great Gatsby
- 1980 — Дев'ята конфігурація / The Ninth Configuration
- 1983 — Справжні чоловіки / The Right Stuff
- 1984 — Рік спокійного сонця / Rok spokojnego słońca
- 1986 — Блу-сіті / Blue City
- 1987 — Мелоун / Malone
- 1989 — Красунчик Джонні / Johnny Handsome
- 1990 — Молоді стрільці 2 / Young Guns II
- 1990 — Екзорцист 3 / The Exorcist III
- 1991 — Невдахи / Pure Luck
- 1993 — Джеронімо: Американська легенда / Geronimo: An American Legend
- 1995 — Мрець іде / Dead Man Walking
- 1995 — Суддя Дредд / Judge Dredd
- 1997 — Брат нашого Бога / Brat naszego Boga
- 1997 — Солдат Джейн / GI Jane
- 1998 — Мішені / Clay Pigeons
- 2000 — Шлях зброї / The Way of the Gun
- 2001 — Тварина / The Animal
- 2001 — Перл-Гарбор / Pearl Harbor
- 2003 — Монстр / Monster
- 2003 — Останній самурай / The Last Samurai
- 2006 — Хазяїн / The Host
- 2007 — Дівчина моїх кошмарів / The Heartbreak Kid
- 2007 — Великий Стен / Big Stan
- 2010 — Вільне радіо Альбемута / Radio Free Albemuth
- 2017 — Вороги / Hostiles

### Серіали
- 1986 — Сутінкова зона / The Twilight Zone (Епізод: «Карантин»)
- 2000 — Цілком таємно / The X-Files (Епізод: «Орісон»)
- 2001-06 — CSI: Місце злочину / CSI: Crime Scene Investigation (9 епізодів)
- 2003 — Карен Сіско / Karen Sisco (Епізод: «Dumb Bunnies»)
- 2005 — Закон і порядок / Law & Order (Епізод: «Sport of Kings»)
- 2011-18 — Ходячі мерці / The Walking Dead (33 епізоди)
- 2014-15 — Детектив Босх / Bosch (3 епізоди)
- 2016-19 — ОА / The OA (7 епізодів)